# Сан Бенедето (Перуђа)
Сан Бенедето је насеље у Италији у округу Перуђа, региону Умбрија.
Према процени из 2011. у насељу је живело 35 становника. Насеље се налази на надморској висини од 167 м.